# Paramarpissa laeta
Paramarpissa laeta là một loài nhện trong họ Salticidae.
Loài này thuộc chi Paramarpissa. Paramarpissa laeta được Dmitri Viktorovich Logunov & Cutler miêu tả năm 1999.